# 67-ма церемонія «Греммі»
67-ма щорічна церемонія вручення премії «Греммі», яка відзначила найкращі записи, композиції та виконавців з 16 вересня 2023 року до 30 серпня 2024 року за вибором членів Академії звукозапису, відбулася 2 лютого 2025 року. Церемонія проводилася на арені Crypto.com Arena в Лос-Анджелесі, транслювалася на CBS і була доступна для перегляду на Paramount+. Цьому передувала церемонія прем'єри в Peacock Theatre, яка розпочалася о 12:30 за тихоокеанським часом. Номінації оголосили під час прямої трансляції на YouTube 8 листопада 2024 року. Ведучим церемонії вп'яте поспіль був південноафриканський комік Тревор Ноа.
Пісня Кендріка Ламара «Not Like Us» перемогла у всіх п'яти категоріях, де була номінована, серед яких «Запис року» та «Пісня року», що зробило її реп-піснею з найбільшою кількістю титулів в історії премії «Греммі». Кендрік Ламар став другим реп-виконавцем, який отримав обидві головні нагороди, після Childish Gambino в 2019 році. Бейонсе отримала найбільше номінацій на церемонії — одинадцять, і здобула три нагороди, серед яких «Альбом року» та «Найкращий кантрі-альбом» за Cowboy Carter. Вона стала першою чорношкірою виконавицею, яка виграла нагороду за найкращий кантрі-альбом, і першою чорношкірою жінкою, яка виграла нагороду за альбом року після Лорін Гілл у 1999 році. Чаппелл Роан була визнана найкращим новим виконавцем, а Сьєрра Феррелл перемогла у категоріях традиційної музики США, вигравши в усіх чотирьох категоріях, де була номінована. Претендентка на звання найкращого нового виконавця Doechii отримала відзнаку за найкращий реп-альбом для Alligator Bites Never Heal, ставши третьою жінкою, яка виграла цю нагороду, після Лорін Гілл (з Fugees) у 1997 році та Карді Бі у 2019 році. Серед інших триразових переможців були Charli XCX і Сент-Вінсент. Серед інших артистів, номінованих у багатьох категоріях, були Charli XCX і Post Malone з вісьмома номінаціями та Кендрік Ламар і Біллі Айліш з сімома номінаціями.